# ۱۸ روز (فیلم)
«۱۸ روز» (عربی: 18 يوم) فیلمی در ژانر درام است که در سال ۲۰۱۱ منتشر شد.